# Charles Silmon

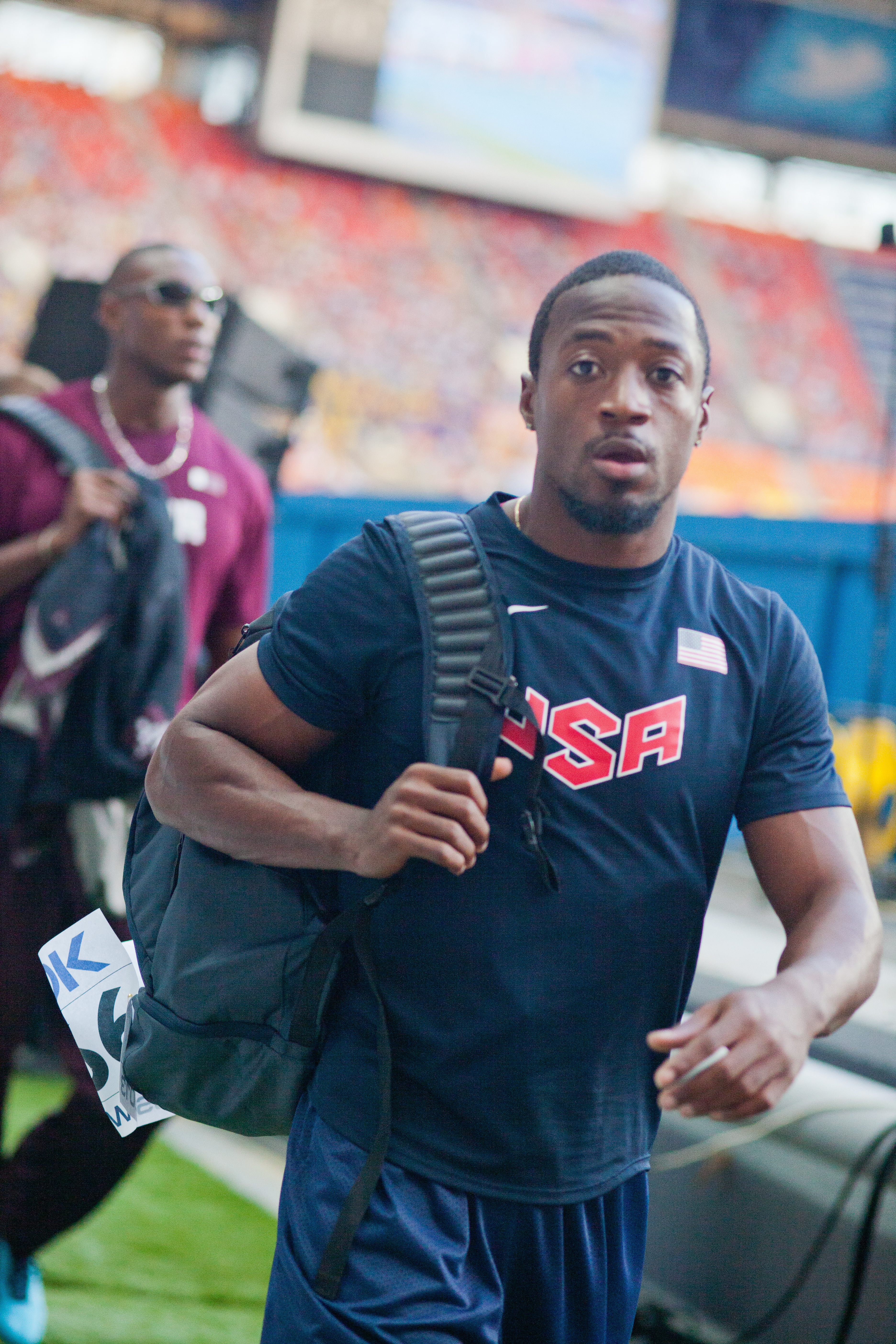
Charles Silmon bei den Weltmeisterschaften 2013 in Moskau

Charles Silmon (* 4. Juli 1991) ist ein US-amerikanischer Sprinter.
2010 gewann er bei den Juniorenweltmeisterschaften in Moncton Silber über 100 Meter und Gold in der 4-mal-100-Meter-Staffel.
2013 wurde er für die Texas Christian University startend NCAA-Meister über 100 Meter. Bei den US-Meisterschaften wurde er über diese Distanz Dritter und qualifizierte sich damit für die Weltmeisterschaften in Moskau. Dort schied er zwar über 100 Meter im Vorlauf aus, gewann aber mit dem US-Team in der 4-mal-100-Meter-Staffel Silber.

## Persönliche Bestzeiten
- 60 m: 6,60 s, 8. März 2013, Fayetteville
- 100 m: 9,98 s, 21. Juni 2013, Des Moines
- 200 m: 20,23 s, 25. Mai 2013, Austin
  - Halle: 21,04 s, 25. Februar 2012, Albuquerque